# シングルズVol.2
シングルズVol.2(Singles Volume 2)は、2003年に発表されたエルヴィス・コステロの過去のシングルを集めたアルバム。

## 収録曲
1. ハイ・フィディリティ - High Fidelity
2. ゲッティング・マイティ・クラウディッド - Getting Mighty Crowded
3. クラウンタイム・イズ・オーヴァーNo.2 - Clowntime Is Over
4. ニュー・アムステルダム - New Amsterdam
5. ドクター・ルーサーズ・アシスタント - Dr. Luther's Assistant
6. ゴースト・トレイン - Ghost Train
7. ジャスト・ア・メモリー - Just a Memory
8. クラブランド - Clubland
9. クリーン・マネー - Green Money
10. フーヴァー・ファクトリー - Hoover Factory
11. フロム・ア・ウィスパー・トゥ・ア・スクリーム  - From A Whisper To A Scream
12. ルクセンブルク -  Luxembourg
13. グッド・イヤー・フォー・ザ・ローゼズ -  Good Year For The Roses
14. ユア・エンジェル・ステップス・アウト・オブ・ヘヴン - Your Angel Steps Out of Heaven
15. スウィート・ドリームス -  Sweet Dreams
16. サイコ（ライブ）- Psycho (Live)
17. アイム・ユア・トイ（ライブ）-  I'm Your Toy
18. クライ、クライ、クライ - Cry Cry Cry
19. ワンダリング - Wondering
20. マイ・シューズ・キープ・ウォーキング・バック・トゥ・ユー - My Shoes Keep Walking Back to You
21. ブルース・キープ・コーリング - Blues Keep Calling
22. ホンキー・トンク・ガール -  Honky Tonk Girl
23. ユー・リトル・フール - You Little Fool
24. ビッグ・シスター - Big Sister
25. スタンピング・グラウンド - Stamping Ground
26. マン・アウト・オブ・タイム - Man Out Of Time
27. タウン・クライヤー（オルタナティブ・バージョン） -
28. マン・アウト・オブ・タイム（DJ・エディット）- Man Out Of Time
29. インペリアル・ベッドルーム -  Imperial Bedroom
30. フロム・ヘッド・トゥ・トゥ - From Head To Toe
31. ワールド・オブ・ブロークン・ハーツ - World of Broken Hearts
32. パーティ・パーティ - Party Party
33. インペリアル・ベッドルーム - Imperial Bedroom
34. ピルズ・アンド・ソープ - Pills and Soap
35. ピルズ・アンド・ソープ（エクステンデッド・バージョン）- Pills and Soap(Extended)